# Paid tha Cost to Be da Boss
Albums de Snoop Dogg
Tha Last Meal
(2000) The Hard Way
(2004)
Singles
1. From tha Chuuuch to da Palace
Sortie : 15 octobre 2002
2. Beautiful
Sortie : 28 janvier 2003

Paid tha Cost to Be da Boss (commercialement stylisée Paid tha Cost to Be da Bo$$) est le sixième album studio de Snoop Dogg, sorti en 2002.
L'album s'est 3e au Top R&B/Hip-Hop Albums et 12e au Billboard 200, classement dans lequel il restera pendant 29 semaines. Aux États-Unis, l'opus s'est vendu à 623 000 exemplaires la première semaine et a été certifié disque de platine par la Recording Industry Association of America (RIAA) le 31 mars 2003.

## Singles
Deux singles ont été extraits de cet album :
- From tha Chuuuch to da Palace, classé 77e au Billboard Hot 100 et 16e au Hot Rap Tracks[7],
- Beautiful, classé 6e au Billboard Hot 100 et 3e au Hot Rap Tracks[7].

Le titre Lollipop a été édité seulement en single vinyle avec son instrumentale avec en face B The One and Only et You Got What I Want.

## Liste des titres
| No  | Titre                                                                                           | Contient un (des) sample(s) de | Durée |
| --- | ----------------------------------------------------------------------------------------------- | --- | ----- |
| 1.  | Don Doggy                                                                                       | | 0:42  |
| 2.  | Da Bo$$ Would Like to See You (Produit par E-Swift)                                             | It's My House de Diana Ross | 1:59  |
| 3.  | Stoplight (Produit par Jelly Roll)                                                              | Flash Light de Parliament | 4:26  |
| 4.  | From tha Chuuuch to da Palace (featuring Pharrell – Produit par The Neptunes)                   | Contagious des Isley Brothers featuring R. Kelly et Chanté Moore Buffalo Gals de Malcolm McLaren Looking for the Perfect Beat d'Afrika Bambaataa and Soulsonic Force | 4:40  |
| 5.  | I Believe In You (featuring Latoya Williams – Produit par Hi-Tek)                               | | 4:34  |
| 6.  | Lollipop (featuring Jay-Z, Soopafly et Nate Dogg – Produit par Just Blaze)                      | Where I'm Coming From de Don Julian | 3:48  |
| 7.  | Ballin' (featuring The Dramatics et Lil' Half Dead – Produit par Battlecat)                     | | 5:19  |
| 8.  | Beautiful (featuring Pharrell et Charlie Wilson – Produit par The Neptunes)                     | Fell for You des Dramatics | 4:58  |
| 9.  | Paper'd Up (featuring Kokane et Traci Nelson – Produit par Fredwreck)                           | Don't Look Any Further de Dennis Edwards featuring Siedah Garrett | 3:50  |
| 10. | Wasn't Your Fault (featuring Ginuwine – Produit par L.T. Hutton)                                | I Didn't Mean to Turn You On de Cherrelle | 4:30  |
| 11. | Bo$$ Playa (Produit par Fredwreck)                                                              | Riding High de Faze-O | 5:53  |
| 12. | Hourglass (featuring Kokane et Goldie Loc – Produit par Jelly Roll)                             | I Just Want to Be de Cameo | 4:20  |
| 13. | The One and Only (Produit par DJ Premier)                                                       | It's You, It's You de Tyrone Davis The Next Episode de Dr. Dre featuring Snoop Dogg, Nate Dogg et Kurupt Grindin' de Clipse Bow Wow (That's My Name) de Lil' Bow Wow featuring Snoop Dogg Bitch Please de Snoop Dogg featuring Xzibit et Nate Dogg I'm Your Pusher d'Ice-T Hip Hop de Mos Def Compton's in the House (Remix) de N.W.A AmeriKKKa's Most Wanted d'Ice Cube | 3:49  |
| 14. | I Miss That Bitch (featuring E-White – Produit par Hi-Tek)                                      | I'm Your Mechanical Man de Jerry Butler | 3:12  |
| 15. | From Long Beach 2 Brick City (featuring Redman et Nate Dogg – Produit par Fredwreck)            | Wikka Wrap des Evasions | 3:43  |
| 16. | Suited N Booted (Produit par Meech Wells et Keith Clizark)                                      | | 3:16  |
| 17. | You Got What I Want (featuring Goldie Loc, Ludacris et Charlie Wilson – Produit par Jelly Roll) | | 3:36  |
| 18. | Batman & Robin (featuring the Lady of Rage et RBX – Produit par DJ Premier)                     | Batman de TeeVee Toons, Inc. | 5:03  |
| 19. | A Message 2 Fat Cuzz                                                                            | | 1:40  |
| 20. | Pimp Slapp'd (Produit par Josef Laimberg)                                                       | Rapper's Delight du Sugarhill Gang Tonite de DJ Quik Streets Is Watching de Jay-Z | 5:42  |

| 21. | Mission Cleopatra (featuring Jamel Debbouze – Produit par Daz Dillinger) | 3:51 |